# Thomas Holcomb
Thomas Holcomb, ameriški general marincev, ataše in veleposlanik, * 5. avgust 1879, New Castle, Delaware, ZDA, † 24. maj 1965, New Castle, Delaware. 
Holcomb je bil ob povišanju v generalporočnika do takrat najvišje rangirani komandant KMP ZDA ter prvi marinec, ki je dosegel generalski čin »general«.

## Življenjepis
Thomas Holcomb je bil rojen 5. avgusta 1879 v New Castlu (Delaware). V domačem kraju je obskoval zasebne šole, dokler se ni družina leta 1893 preselila v Washington, D.C. Tu je 1897 končal srednjo šolo »Western High School«.
13. aprila 1900 je vstopil v Korpus mornariške pehote Združenih držav Amerike kot poročnik.
Od septembra 1902 do aprila 1903 je služil v marinski četi, ki je bila dodeljena Severnoatlantski floti. Od aprila 1904 do avgusta 1905 ter od oktobra do novembra 1906 je bil nameščen na Filipinih.
Od septembra 1905 do septembra 1906 ter od decembra 1908 do julija 1910 je bil na Kitajskem. Delo na Kitajskem  (študij kitajščine) je nadaljeval do maja 1911 kot ataše pri osebju ministra ZDA. Decembra 1911 je bil spet poslan nazaj na Kitajsko, da je nadaljeval študij; tu je ostal do maja 1914.
Od oktobra 1914 do avgusta 1917 je opravljal dolžnost inšpektorja streljanja v tarčo (strelskega urjenja) KMP ZDA. 
Od avgusta 1917 do januarja 1918 je poveljeval 2. bataljonu 6. marinskega polka v marinski vojašnici Quantico (Virginija). Od februarja 1918 do julija naslednjega leta je služil v sestavi Ameriške ekspedicijske sile (AEF) v Franciji. 2. bataljonu je poveljeval do avgusta 1918 in bil hkrati tudi namestnik poveljnika 6. marinskega polka.
Od septembra 1922 do junija 1924 je poveljeval marinski vojašnici Naval Station, Guantanamo Bay (Kuba); po vrnitvi v ZDA je bil napoten na Command and General Staff School of the Army (Fort Leavenworth, Kansas). Ko je junija 1925 končal šolanje kot odličen diplomiranec, je bil premeščen v HQMC, kjer je delal na Oddelku za operacije in urjenje; tu je ostal do junija 1927.
Od avgusta 1927 do februarja 1930 je poveljeval marinskemu odredu v Pekingu (Kitajska). Junija 1930 je bil sprejet na višji tečaj Naval War College, ki ga je končal junija 1931. Takoj je bil poslan na Army War College, ki ga je uspešno končal leto pozneje.
Od junija 1932 do janurja 1935 je bil premeščen v Pisarno za pomorske operacije, Oddelek za vojno mornarico ZDA. Februarja 1935 je prevzel dolžnost komandanta Šol KMP ZDA (Quantico), ki jo je opravljal do novembra 1936.
1. decembra 1935 je postal komandant Korpusa mornariške pehote Združenih držav Amerike.
Čeprav je 5. avgusta 1943 dosegel starostno omejitev, ga je Roosevelt še naprej imenoval za komandanta. V času njegovega mandata je povečal število pripadnikov iz 16.000 na 300.000. Po skoraj 44 letih služenja se je upokojil 1. januarja 1944 in bil hkrati kot prvi marinec povišan v generala.
9. marca 1944 ga je predsednik ZDA Franklin D. Roosevelt postavil za veleposlanika ZDA v Južnoafriški republiki. 15. junija 1948 je podal odpoved in se naselil v St. Mary's City (Maryland), kjer je vodil družinsko kmetijo do 1956, nakar se je preselil v Chevy Chase (Maryland). 1962 se je preselil v Washington, D.C. Poleti 1964 je resno zbolel, nakar se je vrnil v rodni New Castle.
24. maja 1965 je umrl v svojem rojstnem kraju in bil pokopan na pokopališču Arlington.

## Odlikovanja
- mornariški križec,
- Distinguished Service Medal;
- srebrna zvezda s tremi hrastovimi listi;
- škrlatno srce;
- Expeditionary Medal, China;
- World War I Victory Medal s ploščicami Aisne, Aisne-Marne, St. Mihiel, Meuse-Argonne in Defensive Sector;
- Army of Occupation of Germany Medal;
- American Defense Service Medal z osnovno ploščico;
- Asiatic-Pacific Campaign Medal z eno bronasto zvezdo;
- American Campaign Medal;
- World War II Victory Medal;
- legija časti;
- Croix de Guerre s tremi palmami;
- Naval Order of Merit, First Class (Kuba), 1943;
- Knight Grand Cross (Nizozemska), 1944;
- Fourragere (Francija).

## Napredovanja
- 13. april 1900 - poročnik
- 3. marec 1903 - nadporočnik
- 13. maj 1908 - stotnik
- 29. avgust 1916 - major
- 4. junij 1920 - podpolkovnik
- 22. december 1928 - polkovnik
- 1. februar 1935 - brigadni general
- ? - generalmajor
- 20. januar 1942 - generalporočnik
- 1. januar 1944 - general